# 歌川貞久
歌川 貞久（うたがわ さだひさ、生没年不詳）とは、江戸時代の浮世絵師。

## 来歴
歌川国貞の門人。歌川の画姓を称し作画期は天保の頃とされる。文政11年（1828年）建立の豊国先生瘞筆之碑に、「国貞社中」として「貞久」の名が見られるが、その他の経歴や作については不明。